# Лукаш Кучера
Лукаш Кучера (чеськ. Lukáš Kucsera, 9 вересня 1991, Опава) — чеський хокеїст, нападник.

## Ігрова кар'єра
Вихованець чеського клубу «Вітковіце», виступав у складі юніорської та молодіжної команд в елітних лігах Чехії відповідного віку. В сезоні 2010/11 років виступав за клуб Дукла (Їглава), в сезонах 2011/13 років виступав за ХК «Оломоуць».
У складі чеського клубу виступав на престижному Кубку Шпенглера у 2012 та 2013 роках.